# Demonte Harper
Demonte Harper (ur. 21 czerwca 1989 w Nashville) – amerykański koszykarz, występujący na pozycjach obrońcy oraz skrzydłowego, aktualnie zawodnik Herbalife Gran Canaria.
27 lipca 2015 został zawodnikiem Energi Czarnych Słupsk.
W 2012 i 2014 roku reprezentował Denver Nuggets w letniej lidze NBA. We wrześniu 2012 roku podpisał kontrakt z Portland Trail Blazers, zwolniono go miesiąc później.
25 stycznia 2019 dołączył do włoskiego Sidigas Avellino. 26 lipca został zawodnikiem hiszpańskiego Herbalife Gran Canaria.

## Osiągnięcia
Stan na 2 grudnia 2019, na podstawie, o ile nie zaznaczono inaczej.
NCAA
- MVP turnieju OVC (2011)[2]
- Zaliczony do:
  - I składu:
    - All-OVC (2011)
    - turnieju OVC (2009, 2011)
    - Lou Henson All-America Team (2011)

Drużynowe
- Mistrz:
  - Chorwacji (2012)
  - Białorusi (2014)
  - Estonii (2017)
- Brązowy medalista mistrzostw:
  - Polski (2016)[5]
  - Rosji/VTB (2018)
- 4. miejsce Ligi Bałtyckiej (2017)
- Zdobywca pucharu:
  - Białorusi (2014)
  - Estonii (2017)
- Uczestnik rozgrywek[6]:
  - Eurocup (2011/12)
  - EuroChallenge (2013–2015)
  - VTB (2013/14)
  - Ligi Adriatyckiej (2011/12)

Indywidualne
- MVP pucharu Estonii (2017)